# Пертвиль-Нер
Пертви́ль-Нер (фр. Pertheville-Ners) — коммуна во Франции, находится в регионе Нижняя Нормандия. Департамент коммуны — Кальвадос. Входит в состав кантона Фалез-Юг. Округ коммуны — Кан.
Код INSEE коммуны — 14498.

## Население
Население коммуны на 2010 год составляло 250 человек.
| 1962 | 1968 | 1975 | 1982 | 1990 | 1999 | 2010 |
| ---- | ---- | ---- | ---- | ---- | ---- | ---- |
| 214  | 191  | 179  | 197  | 188  | 209  | 250  |

## Экономика
В 2010 году среди 157 человек трудоспособного возраста (15—64 лет) 114 были экономически активными, 43 — неактивными (показатель активности — 72,6 %, в 1999 году было 69,7 %). Из 114 активных жителей работали 103 человека (53 мужчины и 50 женщин), безработных было 11 (5 мужчин и 6 женщин). Среди 43 неактивных 8 человек были учениками или студентами, 18 — пенсионерами, 17 были неактивными по другим причинам.